# جيم غولدبرغ
جيم غولدبرغ (بالإنجليزية: Jim Goldberg)‏ هو مصور أمريكي، ولد في 3 يونيو 1953 في نيو هيفن في الولايات المتحدة.

## وصلات خارجية
- جيم غولدبرغ على موقع ديسكوغز (الإنجليزية)